# Eleição municipal de Maracanaú em 2020
A eleição municipal da cidade de Maracanaú em 2020 ocorreu no dia 15 de novembro (turno único), elegendo um prefeito, um vice-prefeito e 21 vereadores responsáveis pela administração da cidade, com início em 1° de janeiro de 2021 e término em 31 de dezembro de 2024. O prefeito titular, à época da eleição, era Firmo Camurça, do Partido da Social Democracia Brasileira (PSDB), que, por estar exercendo seu segundo mandato de forma consecutiva, não podia concorrer à reeleição. 
Originalmente, as eleições ocorreriam em 4 de outubro (primeiro turno) e 25 de outubro (segundo turno, caso necessário), porém, com o agravamento da pandemia de COVID-19 no Brasil, as datas foram modificadas.
Seis candidatos concorreram a prefeitura de Maracanaú. Com 66,32% dos votos válidos, Roberto Pessoa foi eleito ao executivo municipal. Será a terceira vez que Roberto Pessoa assumirá a prefeitura e a quinta passagem do grupo atual no poder, que se alterna entre Roberto e Firmo, ambos sendo eleitos e reeleitos, desde 2004.

## Contexto político e pandemia
As eleições municipais de 2020 estão sendo marcadas, antes mesmo de iniciada a campanha oficial, pela pandemia de COVID-19 no Brasil, o que está fazendo com que os partidos remodelem suas estratégias de pré-campanha. O Tribunal Superior Eleitoral (TSE) autorizou os partidos a realizarem as convenções para escolha de candidatos aos escrutínios por meio de plataformas digitais de transmissão, para evitar aglomerações que possam proliferar o coronavírus. Alguns partidos recorreram a mídias digitais para lançar suas pré-candidaturas. Além disso, a partir deste pleito, será colocada em prática a Emenda Constitucional 97/2017, que proíbe a celebração de coligações partidárias para as eleições legislativas, o que pode gerar um inchaço de candidatos ao legislativo. Conforme reportagem publicada pelo jornal Brasil de Fato em 11 de fevereiro de 2020, o país poderá ultrapassar a marca de 1 milhão de candidatos a prefeito, vice-prefeito e vereador neste escrutínio.

## Candidatos
Nota: a tabela a seguir está organizada por ordem alfabética de candidatos.
| Prefeito(a)              | Prefeito(a) | Prefeito(a) | Vice-prefeito(a)     | Vice-prefeito(a) | Vice-prefeito(a) | Coligação                                                                       | Nº |
| Candidato                | Partido     | Partido     | Candidato            | Partido          | Partido          | Coligação                                                                       | Nº |
| ------------------------ | ----------- | ----------- | -------------------- | ---------------- | ---------------- | ------------------------------------------------------------------------------- | -- |
| Professor Carlos Eduardo |             | PSOL        | Barbie Dervânia      |                  | PSOL             | Sem coligação                                                                   | 50 |
| Daniel Baima             |             | PT          | Eudásio do Pajú      |                  | REDE             | "Unidos Para Vencer" (PT / REDE)                                                | 13 |
| Prof. Francisco Moura    |             | PMB         | Prof. Lúcia Coutinha |                  | PMB              | Sem coligação                                                                   | 35 |
| Julinho Líder do Camilo  |             | Cidadania   | Tadeu Oliveira       |                  | PSB              | "Juntos para mudar Maracanaú" (Cidadania / PSB / PDT / PP / PL / PSD)           | 23 |
| Markos Gomes             |             | PRTB        | Eudina Maciel        |                  | PRTB             | Sem coligação                                                                   | 28 |
| Roberto Pessoa           |             | PSDB        | Neton Lacerda        |                  | PROS             | "Êta, saudades de vocês" (PSDB / PROS / Republicanos / PTB / MDB / PMN / PCdoB) | 45 |

## Resultados

### Prefeito

#### Turno único
| Candidato(a)                        | Vice                       | Turno único 15 de novembro de 2020 | Turno único 15 de novembro de 2020 |
| Candidato(a)                        | Vice                       | Total                              | Percentagem                        |
| ----------------------------------- | -------------------------- | ---------------------------------- | ---------------------------------- |
| Roberto Pessoa (PSDB)               | Neton Lacerda (PROS)       | 78.859                             | 66,32%                             |
| Julinho Líder do Camilo (Cidadania) | Tadeu Oliveira (PSB)       | 30.713                             | 25,83%                             |
| Daniel Baima (PT)                   | Eudásio do Pajú (REDE)     | 6.194                              | 5,21%                              |
| Prof. Francisco Moura (PMB)         | Prof. Lúcia Coutinha (PMB) | 1.631                              | 1,37%                              |
| Professor Carlos Eduardo (PSOL)     | Barbie Dervânia (PSOL)     | 1.365                              | 1,15%                              |
| Markos Gomes (PRTB)                 | Eudina Maciel (PRTB)       | 137                                | 0,12%                              |
| Total de votos válidos              | Total de votos válidos     | 118 899                            | 84,29%                             |
| Votos em branco                     | Votos em branco            | 8 297                              | 5,88%                              |
| Votos nulos                         | Votos nulos                | 13 867                             | 9,83%                              |
| Total                               | Total                      | 141 063                            | 87,73%                             |
| Abstenções                          | Abstenções                 | 19 735                             | 12,27%                             |

| Partido | Partido   | Candidato | Votos   | Votos (%) |
| ------- | --------- | --------- | ------- | --------- |
|         | PSDB      | Roberto   | 78 859  | 66,32%    |
|         | Cidadania | Julinho   | 30 713  | 25,83%    |
|         | PT        | Baima     | 6 194   | 5,21%     |
|         | PMB       | Francisco | 1 631   | 1,37%     |
|         | PSOL      | Carlos    | 1 365   | 1,15%     |
|         | PRTB      | Markos    | 137     | 0,12%     |
| Totais  | Totais    | Totais    | 118 899 |           |

### Vereadores eleitos
| Candidato(a)           | Partido      | Votos / Porcent. % |
| ---------------------- | ------------ | ------------------ |
| Leo Sales              | DEM          | 4.799 - 3,67%      |
| Irmão Raimundinho      | PROS         | 3.616 - 2,77%      |
| Manoel Correia         | PTB          | 3.453 - 2,64%      |
| Capitão Martins        | PSDB         | 3.421 - 2,62%      |
| Demir Peixoto          | PSDB         | 3.109 - 2,38%      |
| Lucinildo              | PSDB         | 3.102 - 2,37%      |
| Rafael Lacerda         | REPUBLICANOS | 3.092 - 2,37%      |
| Ivonaldo Lima          | DEM          | 2.940 - 2,25%      |
| Cristiano              | PSDB         | 2.919 - 2,23%      |
| Carlos Alberto         | DEM          | 2.673 - 2,05%      |
| Jeorgenes Castro       | MDB          | 2.484 - 1,90%      |
| Roberio Motos (berim)  | MDB          | 2.443 - 1,87%      |
| Dr. Patriarca          | PSDB         | 2.417 - 1,85%      |
| Paulinho do Cezinha    | PROS         | 2.264 - 1,73%      |
| Pedro Rodrigues        | REPUBLICANOS | 2.217 - 1,70%      |
| Aline do Hospital      | MDB          | 2.134 - 1,63%      |
| Raphael Pessoa         | PTB          | 2.096 - 1,60%      |
| Inspetor Moraes        | PTB          | 1.938 - 1,48%      |
| Romualdo Bezerra       | PROS         | 1.831 - 1,40%      |
| Silvana Maciel         | CIDADANIA    | 1.593 - 1,22%      |
| Julio Cesar Costa Lima | CIDADANIA    | 1.437 - 1,10%      |